# Robert Walser-Zentrum
Das Robert Walser-Zentrum ist ein 2009 in Bern eröffnetes Forschungs- und Vermittlungszentrum zu Robert Walser und Carl Seelig. Es sammelt, erschliesst und vermittelt deren Werke und Nachlässe. Das Zentrum stehtsowohl Spezialisten als auch Laien zur Verfügung, unterhält ein Archiv, eine Bibliothek mit Arbeitsplätzen sowie eine Wechselausstellung. Es publiziert Werke und Fachliteratur, organisiert Tagungen, Workshops, Veranstaltungen und Ausstellungen. Ein Schwerpunkt ist zudem die Förderung von Übersetzungen. Kooperationen bestehen mit Universitäten, Fachhochschulen, Schulen, Theatern, Museen, Archiven, Editionen und Literaturhäusern sowie mit Übersetzerinnen und Übersetzern.

## Geschichte
1966 gründete der Anwalt Elio Fröhlich in Zürich die Carl Seelig-Stiftung, die 1973 das Robert Walser-Archiv ins Leben rief, um Walsers Nachlass zu bewahren, zu erweitern und der zunehmend interessierten Forschung zugänglich zu machen. 2004 wurde die Stiftung in Robert Walser-Stiftung Zürich umbenannt. Die Leiter des Robert Walser-Archivs zwischen 1973 und heute waren nacheinander: Katharina Kerr, Guido Stefani, Werner Morlang, Bernhard Echte, Margit Gigerl, Lucas Marco Gisi und Lukas Gloor.
2009 folgte eine tiefgreifende Umstrukturierung, verbunden mit dem Umzug nach Bern, der Umbenennung der Institution in Robert Walser-Stiftung Bern und der Eröffnung des Robert Walser-Zentrums unter dem Gründungsdirektor Reto Sorg. Seitdem bildet das Robert Walser-Archiv einen zentralen Bestandteil des Robert Walser-Zentrums.
Ebenfalls seit 2009 arbeitet das Robert Walser-Zentrum auch mit einer Gruppe von Freiwilligen zusammen, welche die Angestellten in ihrer wissenschaftlichen Arbeit unterstützen und dazu beitragen, dass das Zentrum allgemeine Öffnungszeiten anbieten kann.

## Robert Walser-Archiv
Der Schwerpunkt des Archivs bildet die Sammlung zu Robert Walser, die Manuskripte, Korrespondenz, biografisches Material und eine sich stetig erweiternde Sammlung zur Rezeption des Werks umfasst, welche inventarisiert, gesichert und erforscht werden. Die wertvollen Manuskripte (darunter die sogenannten Mikrogramme) werden seit 2009 im Schweizerischen Literaturarchiv der Schweizerischen Nationalbibliothek in Bern aufbewahrt, bilden aber nach wie vor das Eigentum der Stiftung. Zudem umfasst das Archiv Teil-Nachlässe der Geschwister von Robert Walser und von Carl Seelig sowie der Walser-Forscher Anne Gabrisch, Jochen Greven und Werner Morlang. Im Robert Walser-Zentrum bzw. im Robert Walser-Archiv werden seit den 1980er-Jahren regelmässig Editionen und Publikationen zu Robert Walser erarbeitet.

### Walser-Editionen
Seit 2018 erscheint die neue Berner Ausgabe der Werke und Briefe Robert Walsers im Suhrkamp Verlag:
- Robert Walser: Werke. Berner Ausgabe. Hg. v. Lucas Marco Gisi, Reto Sorg, Peter Stocker u. Peter Utz i. A. der Robert Walser-Stiftung Bern. Suhrkamp, Berlin seit 2018, ISBN 978-3-518-42845-0.
  - Briefe 1897–1920. Hg. v. Peter Stocker und Bernhard Echte. Unter Mitarbeit v. Peter Utz u. Thomas Binder. Suhrkamp, Berlin 2018, ISBN 978-3-518-42845-0 (BA; 1).
  - Briefe 1921–1956. Hg. v. Peter Stocker und Bernhard Echte. Unter Mitarbeit v. Peter Utz u. Thomas Binder. Suhrkamp, Berlin 2018, ISBN 978-3-518-42845-0 (BA; 2).
  - Briefe. Nachwort und Anhang. Hg. v. Peter Stocker und Bernhard Echte. Unter Mitarbeit v. Peter Utz u. Thomas Binder. Suhrkamp, Berlin 2018, ISBN 978-3-518-42845-0 (BA; 3).
  - Fritz Kocher's Aufsätze. Hg. v. Dominik Müller u. Peter Utz. Suhrkamp, Berlin 2020, ISBN 978-3-518-42969-3 (BA; 4).
  - Der Gehülfe. Hg. v. Reto Sorg u. Karl Wagner. Suhrkamp, Berlin 2019, ISBN 978-3-518-42901-3 (BA; 6).
  - Gedichte. Hg. v. Lucas Marco Gisi, Thomas Studer und Hubert Thüring. Suhrkamp, Berlin 2021, ISBN 978-3-518-43013-2 (BA; 8).
  - Geschichten, Hg. v. Julia Maas und Peter Stocker. Suhrkamp, Berlin 2021, ISBN 978-3-518-43012-5 (BA; 10).
  - Prosastücke. Hg. v. Lucas Marco Gisi, Reto Sorg, Peter Stocker u. Peter Utz. Suhrkamp, Berlin 2019, ISBN 978-3-518-42899-3 (BA; 12).
  - Kleine Prosa. Hg. v. Sabine Eickenrodt u. Peter Stocker. Suhrkamp, Berlin 2019, ISBN 978-3-518-42900-6 (BA; 13).
  - Der Spaziergang. Hg. v. Lukas Gloor, Reto Sorg u. Irmgard Wirtz. Suhrkamp, Berlin 2020, ISBN 978-3-518-42970-9 (BA; 14)
  - Poetenleben. Hg. v. Kerstin Gräfin von Schwerin u. Peter Utz. Suhrkamp, Berlin 2021, ISBN 978-3-518-42996-9 (BA; 15)

2000 erschien der 6. und letzte Band der während fünfzehn Jahren entzifferten Mikrogramme:
- Robert Walser: Aus dem Bleistiftgebiet. Hg. v. Bernhard Echte u. Werner Morlang i. A. des Robert Walser-Archivs der Carl Seelig-Stiftung, Zürich. Suhrkamp, Frankfurt am Main 1985–2000.
  - Aus dem Bleistiftgebiet. Mikrogramme aus den Jahren 1924–1925. Prosa. Hg. v. Bernhard Echte u. Werner Morlang. Suhrkamp, 1985 (AdB; 1), ISBN 3-518-03234-8.
  - Aus dem Bleistiftgebiet. Mikrogramme aus den Jahren 1924–1925. Gedichte und dramatische Szenen. Hg. v. Bernhard Echte u. Werner Morlang. Suhrkamp, 1985 (AdB; 2), ISBN 3-518-03234-8.
  - Aus dem Bleistiftgebiet. ‚Räuber’-Roman, ‚Felix’-Szenen. Hg. v. Bernhard Echte u. Werner Morlang. Suhrkamp, 1986 (AdB; 3), ISBN 3-518-03085-X.
  - Aus dem Bleistiftgebiet. Mikrogramme aus den Jahren 1926–1927. Hg. v. Bernhard Echte u. Werner Morlang. Suhrkamp, 1990 (AdB; 4), ISBN 3-518-40224-2.
  - Aus dem Bleistiftgebiet. Mikrogramme aus den Jahren 1925–1933. Prosa. Hrsg. v. Bernhard Echte. Entzifferung in Zusammenarbeit mit Werner Morlang. Suhrkamp, 2000 (AdB; 5), ISBN 3-518-40851-8.
  - Aus dem Bleistiftgebiet. Mikrogramme aus den Jahren 1925–1933. Gedichte und Dramatische Szenen. Hg. v. Bernhard Echte. Entzifferung in Zusammenarbeit mit Werner Morlang. Suhrkamp, 2000 (AdB; 6), ISBN 3-518-40851-8.

### Handbücher
- Robert Walser-Handbuch. Leben – Werk – Wirkung. Hrsg. Lucas Marco Gisi, J. B. Metzler, Stuttgart 2015, ISBN 978-3-476-02418-3.

### Monographien
- Bernhard Echte: Robert Walser. Sein Leben in Bildern und Texten. Suhrkamp, Frankfurt am Main 2008.

### Schriften des Robert Walser-Zentrums
- Reto Sorg und Jeannine Wintzer (Hrsg.): Hermann Walser, Geograf. Mit Beiträgen von Gelgia Caviezel, Hans-Rudolf Egli, Lukas Gloor, Reto Sorg und Jeannine Wintzer (= Schriften des Robert Walser-Zentrums; 6). ISBN 978-3-9523586-5-8.
- Thomas Hirschhorn: Robert Walser-Modell / The Robert Walser Model. Dokumentation und Gespräch / Documentation and a Conversation. Mit 12 Fotografien von Dominique Uldry und einem Essay von Kathleen Bühler / With 12 Photographs by Dominique Uldry and an Essay by Kathleen Bühler. Translated from the German by Damion Searls (= Schriften des Robert Walser-Zentrums; 5). ISBN 978-3-9523586-4-1.
- Freiwillig im Robert Walser-Zentrum. Engagement und Erfahrungswissen im Alltag einer Kulturinstitution. (= Schriften des Robert Walser-Zentrums; 4). Hg. v. Arthur Mohr und Reto Sorg. Bern 2018, ISBN 978-3-9523586-3-4.
- Robert Frank: Ferne Nähe/Distant Closeness. Hommage für / A Tribute to Robert Walser. 21 Fotografien / 21 Photographs (= Schriften des Robert Walser-Zentrums; 3). Bern 2012, ISBN 978-3-9523586-2-7.
- Roland Stark: Sprache auf der Goldwaage. Robert Walser als Beiträger zu Richard Dehmels illustriertem Kinderbuch «Der Buntscheck». Mit 21 Abbildungen (= Schriften des Robert Walser-Zentrums; 2). Bern 2012, ISBN 978-3-9523586-1-0.
- «Jedes Buch, das gedruckt wurde, ist doch für den Dichter ein Grab oder etwa nicht?» Robert Walsers Bücher zu Lebzeiten (= Schriften des Robert Walser-Zentrums; 1). Hg. v. Reto Sorg u. Lucas Marco Gisi. Bern 2009, ISBN 978-3-9523586-0-3.

### Anthologien
- Robert Walser: Robert Walsers Wälder. Hg. von Sabine Eickenrodt und Erhard Schütz. Insel Verlag, Berlin 2019 (Insel-Bücherei; 1477)
- Robert Walser: Eine Ohrfeige und sontiges. Ausgewählt von Thomas Hirschhorn und Reto Sorg. Mit einem Vorwort von Thomas Hirschhorn. Suhrkamp Verlag, Berlin 2019 (suhrkamp taschenbuch; 4884).
- Robert Walser: Die kleine Berlinerin. Geschichten aus der Großstadt. Hg. v. Pino Dietiker u. Reto Sorg. Insel Verlag, Berlin 2018 (insel taschenbuch; 4622).
- Robert Walser: «Das Beste, was ich über Musik zu sagen weiß». Hg. v. Roman Brotbeck u. Reto Sorg. Insel Verlag, Berlin 2015 (insel taschenbuch; 4420).
- Robert Walser: Der Teich. Szenen. Übersetzt v. Händl Klaus u. Raphael Urweider. Hg. v. Reto Sorg. Insel Verlag, Berlin 2014 (Insel-Bücherei; 1396)
- Robert Walser: Der kleine Tierpark. Hg. v. Lucas Marco Gisi u. Reto Sorg. Insel Verlag, Berlin 2014 (insel taschenbuch; 4294)
- Robert Walser: Mikrogramme. Mit 68 Abbildungen. Ausgewählt v. Lucas Marco Gisi, Reto Sorg u. Peter Stocker i. A. der Robert Walser-Stiftung Bern. Suhrkamp, Berlin 2011 (Bibliothek Suhrkamp).
- Robert Walser: Im Bureau. Ausgewählt v. Reto Sorg u. Lucas Marco Gisi. Insel Verlag, Berlin 2011 (insel taschenbuch; 4087).
- Robert Walser: Tiefer Winter. Hg. v. Margit Gigerl, Livia Knüsel u. Reto Sorg. Insel Verlag, Frankfurt a. M./Leipzig 2007 (insel taschenbuch; 3326).

## Bibliothek und Katalog
Das Robert Walser-Zentrum besitzt die weltweit führende Walser-Bibliothek, in der Texte von und über Robert Walser gesammelt werden. Darin enthalten sind neben allen Ausgaben der Walser-Texte auf Deutsch und in allen greifbaren Übersetzungen auch Forschungsliteratur, Zeitschriftenartikel und unpublizierte universitäre Arbeiten. Ein für die internationale Walser-Forschung zentrales Arbeitsmittel ist der umfassende Bibliotheks-Katalog, der über die Homepage des Zentrums auf Deutsch und auf Englisch zugänglich ist. Das Robert Walser-Zentrum verfügt über die umfassendste Sammlung von Walser-Übersetzungen.

## Ausstellungen
Im Robert Walser-Zentrum werden Wechselausstellungen zu Leben, Werk und Wirkung von Robert Walser präsentiert. Bislang wurden Ausstellungen zu Walsers Büchern zu Lebzeiten in Erstausgaben, zu den Mikrogrammen, zu den Originalbriefen und zu Carl Seeligs Wanderungen mit Robert Walser gezeigt sowie Ausstellungen in Zusammenarbeit mit den Künstlern Robert Frank, Markus Zürcher, Tilo Steireif, Thomas Hirschhorn, Yves Netzhammer, Thomas Schütte und Pamela Rosenkranz. 2025 wurde eine Ausstellung des Lebenswerks von Robert Walsers Bruder Karl und einige dazu gehörenden Arbeitstreffen und Workshops veranstaltet.